# Winthemia obscurata
Winthemia obscurata là một loài ruồi trong họ Tachinidae.